# サンタ・カテリーナ・デッロ・イオーニオ
サンタ・カテリーナ・デッロ・イオーニオ（イタリア語: Santa Caterina dello Ionio）は、イタリア共和国カラブリア州カタンザーロ県にある、人口約2,200人の基礎自治体（コムーネ）。

## 地理

### 位置・広がり

#### 隣接コムーネ
隣接するコムーネは以下の通り。括弧内のVVはヴィボ・ヴァレンツィア県所属を示す。
- バドラート
- ブロニャトゥーロ (VV)
- グアルダヴァッレ